# César Manrique
César Manrique Cabrera (24. dubna 1919 Arrecife — 25. září 1992 tamtéž) byl španělský výtvarník a architekt z ostrova Lanzarote.

## Život
Absolvoval Výtvarnou akademii San Fernando v Madridu, jeho raná tvorba byla ovlivněna surrealismem. V roce 1964 odešel na tvůrčí pobyt do New Yorku, roku 1966 se vrátil na rodný ostrov. V té době se začal na Kanárských ostrovech rozvíjet turistický ruch, což s sebou neslo výstavbu obřích hotelových komplexů. Manrique se rozhodl zabránit tomu, aby tato uniformní architektura pronikla i na Lanzarote, a prosadil zákaz stavění domů vyšších než místní palmy a také zákaz billboardů. Ve spolupráci s architektem Fernandem Higuerasem začal vytvářet stavby, které ladily s ostrovní krajinou pokrytou lávovými poli a spojovaly tradiční venkovskou architekturu s výboji moderního umění. Příkladem je Manriqueho obytný dům (nyní muzeum a galerie), koncertní sál umístěný v přírodní jeskyni Jameos del Agua, zahrada Jardín de Cactus nebo vyhlídka Mirador del Río. Také umístil v krajině množství kinetických soch, pohybujících se ve větru. Roku 1982 byla založena nadace Fundación César Manrique, jejímž cílem je pečovat o tuto unikátní galerii pod širým nebem. V roce 1986 Manrique obdržel ocenění Europa Nostra.

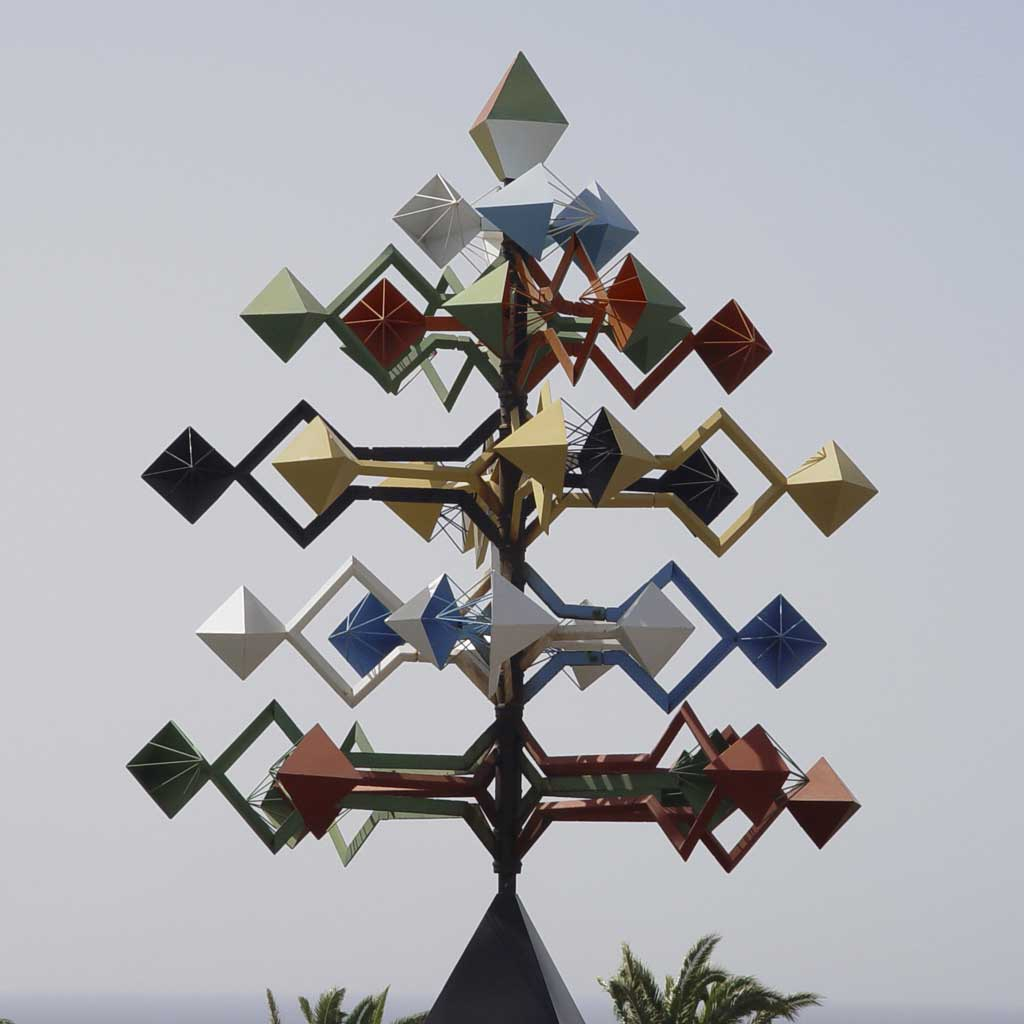
Manriqueho větrná socha
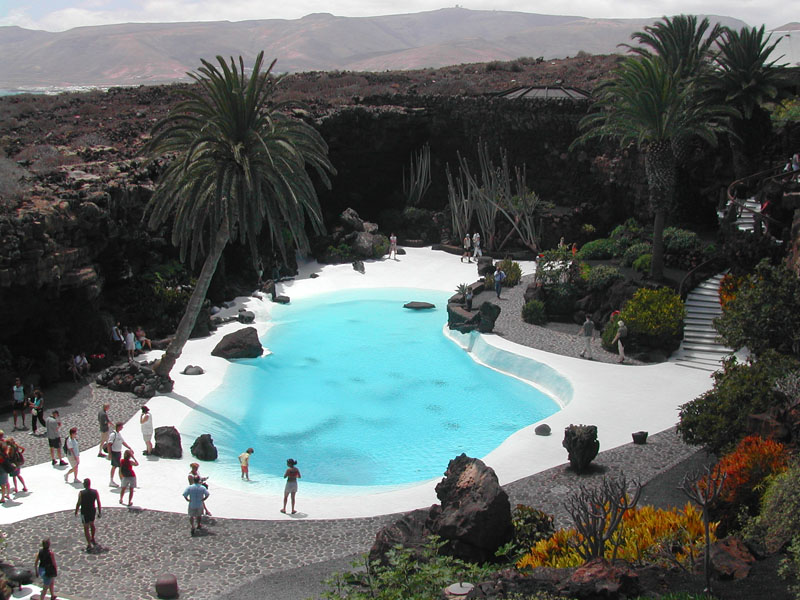
Jameos del Agua
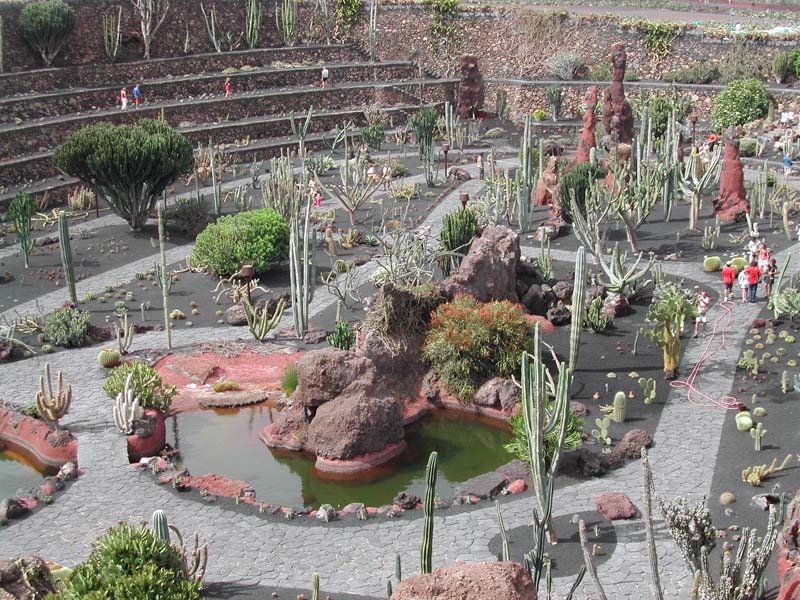
Jardín de Cactus
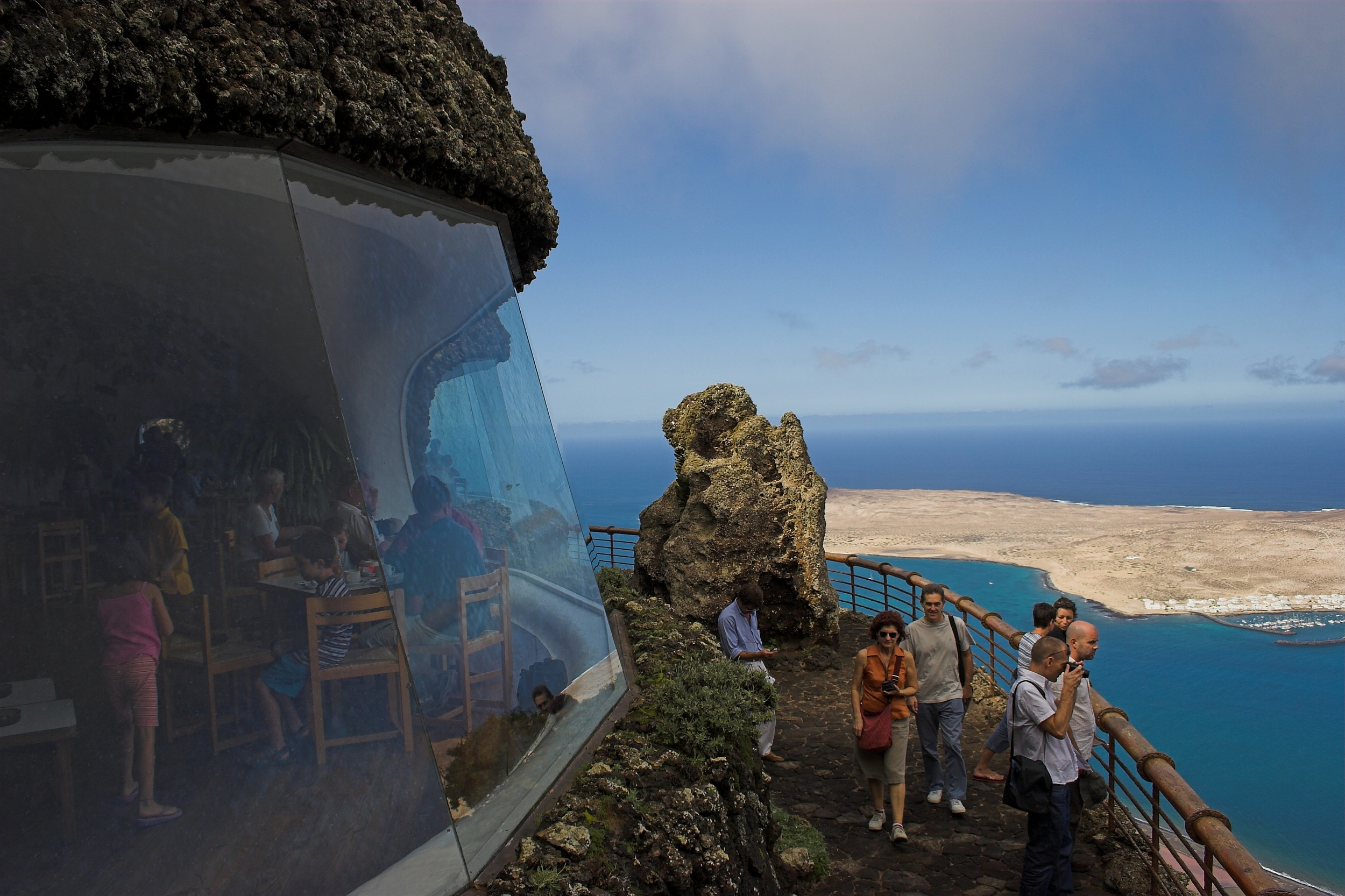
Mirador del Río
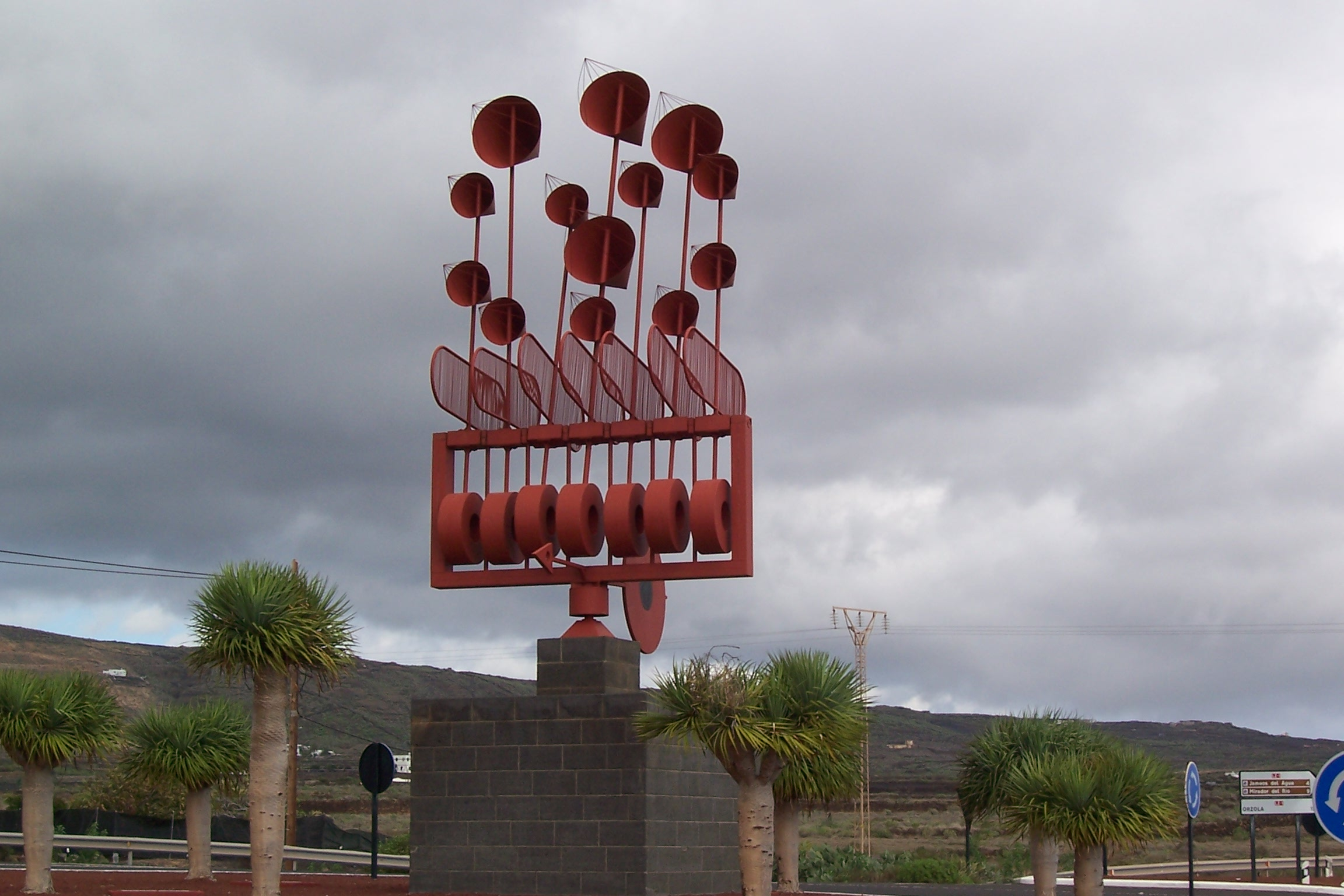
Větrná socha, Arrieta
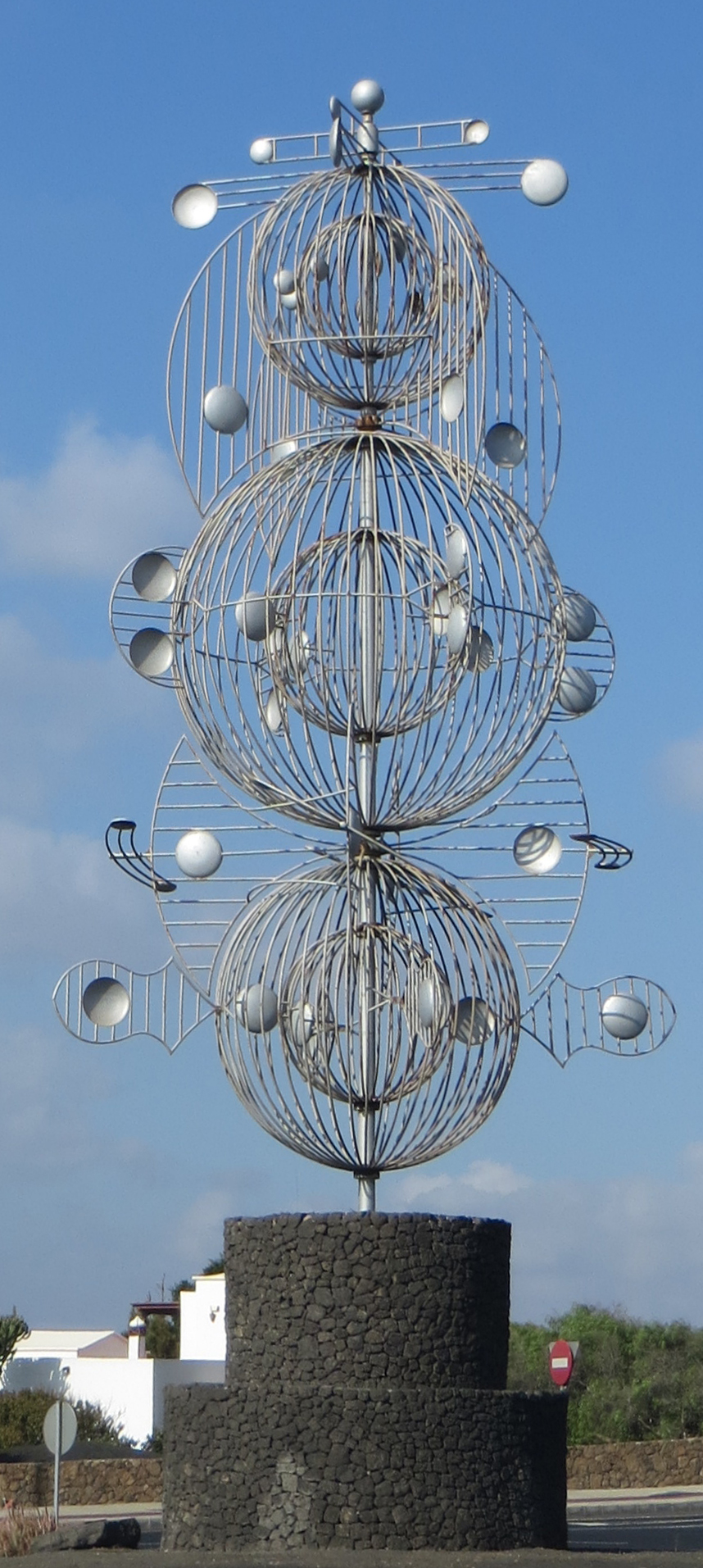
Větrná socha, Tahiche